# Allumari
Allumari war ein Herrscher von Melid, dem heutigen türkischen Malatya. Tukulti-apil-Ešarra I. berichtet, dass er von ihm Tribut empfangen habe, so dass er in die Zeit um 1100 v. Chr. datiert werden kann.
Allumari wird unter starkem Vorbehalt mit PUGNUS-mili II. von Melid identifiziert. PUGNUS-mili II. war der Sohn von Arnuwanti I. und Vater von Arnuwanti II. Er lebte wahrscheinlich im späten 12. bis frühen 11. Jahrhundert v. Chr. Er ist nicht direkt als König belegt.